# Ľubomír Nosický
Ľubomír Nosický (ur. 4 września 1967) – słowacki piłkarz grający na pozycji obrońcy lub pomocnika i trener piłkarski.